# Cras (Lot)
Cras ist eine französische Gemeinde mit 99 Einwohnern (Stand: 1. Januar 2022) im Département Lot in der Region Okzitanien. Sie gehört zum Kanton Causse et Vallées und zum Arrondissement Gourdon. Nachbargemeinden sind Les Pechs du Vers im Norden, Lauzès im Osten, Cabrerets im Südosten, Bellefont-La Rauze im Süden und Nadillac im Westen.

## Sehenswürdigkeiten
- Oppidum de Murcens

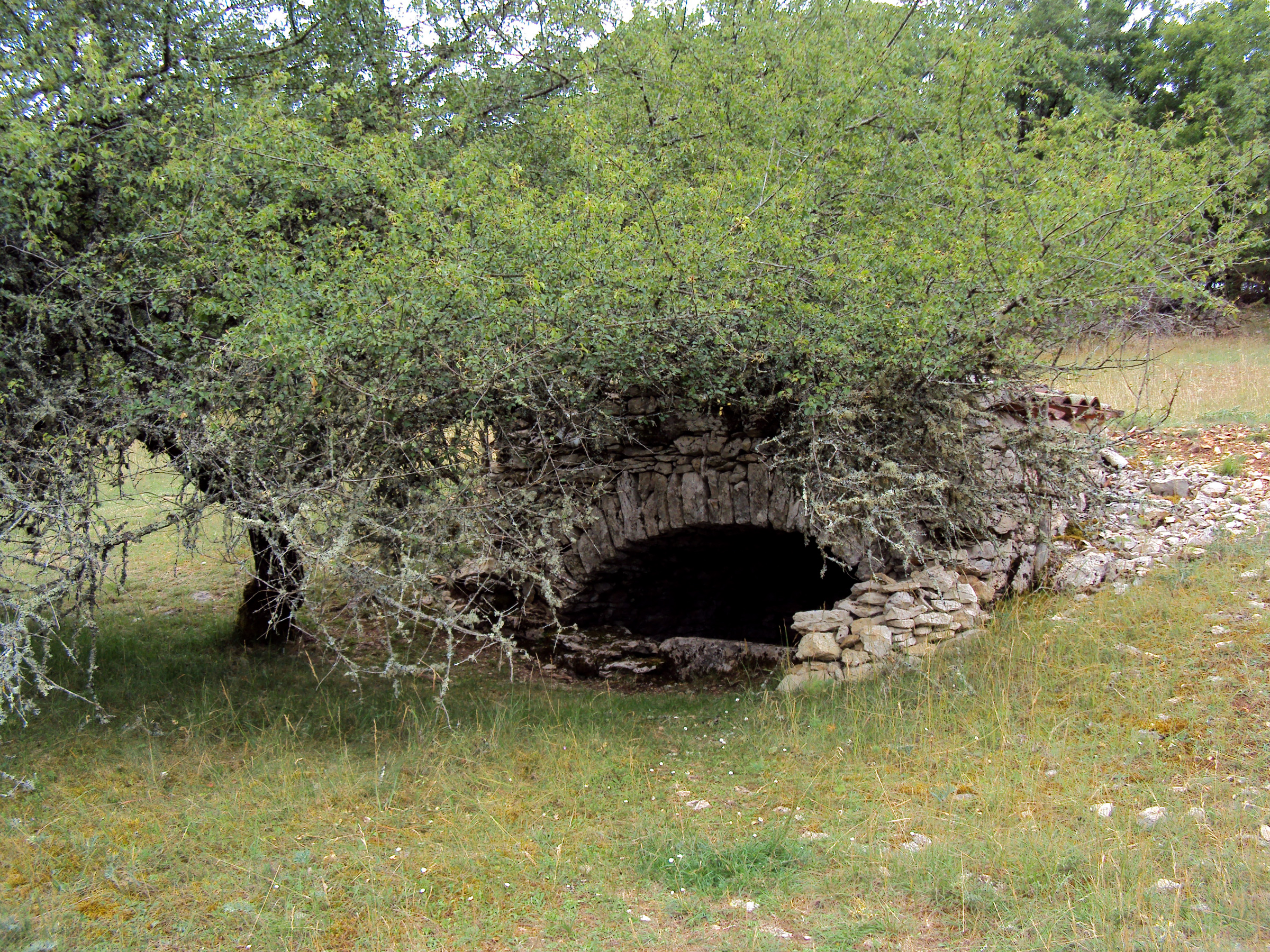
Oppidum
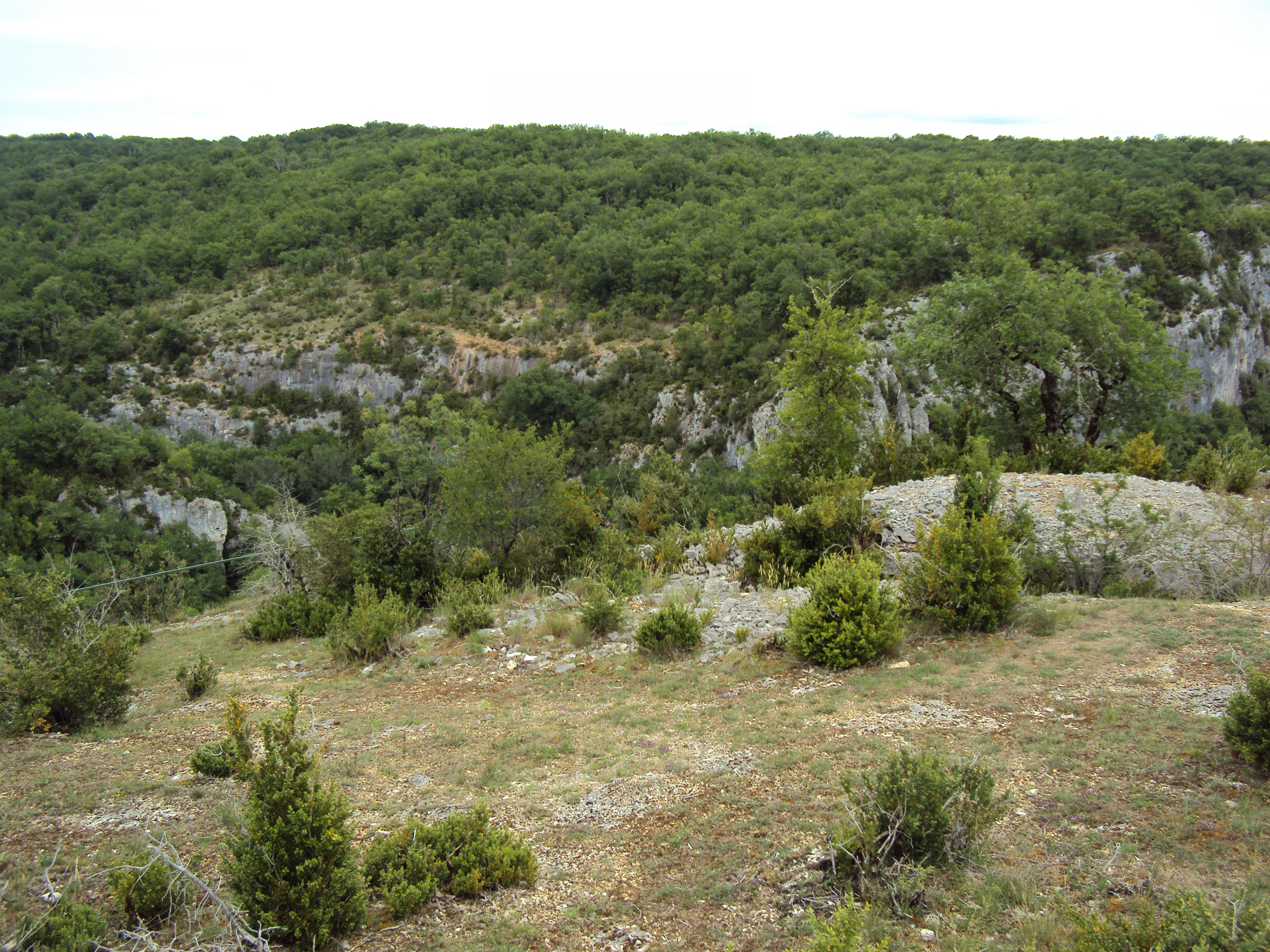
Oppidum de Murcens: die umliegende Landschaft vom Osten gesehen
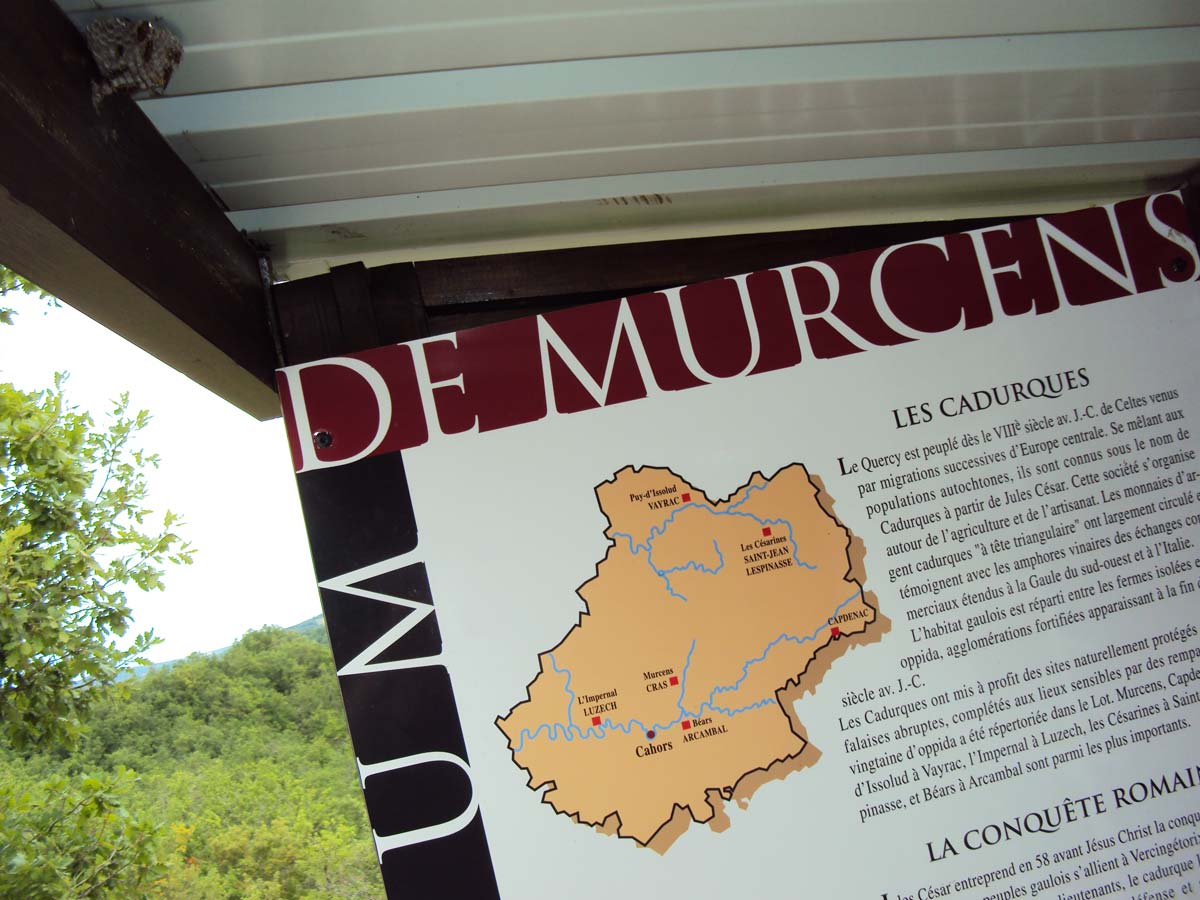
Eingang zum Oppidum mit einer Orientierungstafel

## Bevölkerungsentwicklung
| Jahr      | 1962 | 1968 | 1975 | 1982 | 1990 | 1999 | 2007 | 2018 |
| --------- | ---- | ---- | ---- | ---- | ---- | ---- | ---- | ---- |
| Einwohner | 106  | 93   | 84   | 70   | 62   | 70   | 89   | 102  |